# Joan Jaume de Rappolstein
Joan Jaume (o Joan Jacob) de Rappolstein fou fill i successor de Eberard Jordi Frederic de Rappolstein a la senyoria de Rappolstein. Va néixer a Ribeauvillé el 1598, i va rebre una educació esmerçada.
Per als seus estudis i els seus viatges, la ciutat de Ribeauvillé li va atorgar una subsidi extraordinari el 1614, renovat per a tres anys el 1617 i per a cinc anys el 1620 durant la Guerra dels Trenta Anys, el rei Lluís XIII de França, per cartes patents del 8 de maig de 1637, va prendre Ribeauvillé sota la seva protecció, va ordenar a tots els governadors i a caps de tropes francesos i estrangers de tot grau tractar favorablement el senyor de Ribeaupierre/Rappolstein, va prohibir molt expressament que cap tropa s'allotgés en aquesta ciutat o de prendre o agafar qualsevol cosa.
Personatge ben vist a la cort, Joan Jaume va ser igualment un favorit de Lluís XIV de França. Considerant que Alemanya no estava en condicions de protegir Alsàcia contra la invasió i la conquesta del rei Lluís XIV, va ser un dels primers nobles de la província a sotmetre's a la sobirania feudal de França. En fou recompensat amb nombrosos favors i amb privilegis dels quals es va afanyar a fer aprofitar els seus súbdits protestants. D'això va resultar per a ells una posició favorable en relació als altres habitants d'Alsàcia, i van continuar gaudint de la llibertat de consciència i de culte.
Joan Jaume es va casar amb una de les filles del ringravi Otó-Lluís de la qual va tenir diversos fills que van morir en la seva infantesa, a excepció de dues noies, de les quals l'una, Catarina-Agata, va donar la seva mà, el 1667, al príncep palatí Cristià II, duc de Bischwiller-Birkenfeld, procedent d'una branca menor de la casa de Deux-Ponts (Zweibrucken) i descendents per ella dels comtes palatins del Rin.
Després de cinc segles d'existència, la línia masculina dels Ribeaupierre/Rappolstein es va extingir en la persona del comte Joan Jaume, mort, el 28 de juliol de 1673, al seu castell de Ribeauvillé, a l'edat de 75 anys. L'1 de setembre de 1673, Lluís XIV anant a Brisach, es va parar a Ribeauvillé i va passar la nit al castell on el cos del comte difunt es trobava encara. Les memòries de la senyoreta de Montpensier, Anna Maria Lluïsa d'Orleans de Montpensier, editades a París el 1858, parlen d'aquesta aventura.
Els seus hereus directes van ser una branca dels comtes palatins que van reconèixer la sobirania francesa, i van conservar la senyoria fins al 1801. Després d'aquesta data, l'últim d'ells, Maximilià des Deux-Ponts va esdevenir rei de Baviera per designació de Napoleó Bonaparte.